# Daphne Paelinck
Daphne Paelinck (Mortsel, 14 juli 1988) is een Belgische actrice en zangeres.

## Levensloop
Paelinck studeerde Musical aan het Conservatorium te Brussel.
Ze begon haar carrière op achtjarige leeftijd in de musicalproductie Les Miserables. Daarna volgde Assepoester, Peter Pan, Kuifje & De Zonnetempel, The King and I en Zaad Van Satan en En dan...?
Van haar veertien tot zestien jaar konden mensen met haar kennismaken als Loeka in Familie. Op haar twintigste keerde ze voor een halfjaar terug als een ander personage, Julie De Deyn. Haar bekendste televisierol voor de jeugd is die van Maud Wijffels in De Elfenheuvel op Ketnet.  In de serie Wittekerke speelde ze de rol van Charline in het allerlaatste seizoen. Van 2018 tot op heden is ze te zien als Christine Leysen in de dagelijkse fictiereeks Thuis.
In 2005 bracht ze met de band "Jeenz"  het Levenslijnlied 'Zichtbaar' en Het gordellied uit. Daphne vormde ze later, samen met Bram Van Outryve en Guillaume Devos, "Rockflakes". een coverband, wat ze zelf omschreven als Kidsrock.
In de theaterwereld speelde ze al in tal van producties, van A taste of honey (Een smaak van honing) van 'Delaney' tot Zo mooi zo blond, Huit femmes, La cage aux folles, Gaslicht, camping, cabardouche, Caronapandamie, Arthur van Camelot, Stalker,...
Daphne begon op haar twintig met het ontdekken van de dubbingwereld. Ze was onder andere de stem van Cinderella in de liveaction film van Disney 'Cinderella'. Ze was zeven jaar lang de stem van Rarity in My Little Ponies,... en sprak verschillende films in waaronder Superkat Maurice, Sonic The Hedghehog 3, Hitpig.
Ook in de reclamewereld is ze vaak te horen als vaste stem van 'Zalando' en was ze jarenlang te horen als dé stem van VTMKzoom, en van 2018 tot 2020 was ze ook de zenderstem van VTM Kids Jr.
Naast haar televisie en theaterwerk is Daphne ook al jarenlang actief bij "Artistik". Een organisatie die ze zelf vijftien jaar geleden begon. Het is een plek waar ze jongeren de passie voor het vak wil doorgeven.

### Filmografie
- Spring (2007-2008) - Nele Nuydens
- Wittekerke (2008) -  Charlène Cassaert
- De Elfenheuvel (2011-2013) - Maud Wijffels
- Familie (2011) - Julie De Deyn
- Binnenstebuiten (2013) - Laura Van Durme
- Aspe (2014) - Karen
- Altijd Prijs (2015) - secretaresse
- Quinten (2017) - Marlies
- Thuis (2018-2019, 2020-heden) - Christine Leysen[2]
- De regel van 3S (2018) - Britt
- Ralph Breaks the Internet (2018) - Assepoester (stem)

## Persoonlijk
In 2019 kregen Paelinck en haar partner Randall Van Duytekom een dochter. Een tweede dochter werd geboren 2021.